# Wilhelm Kohlen
Wilhelm Kohlen (* 14. Dezember 1896 in Gressenich; † 31. Oktober 1964 ebenda) war ein sozialdemokratischer Politiker und ehrenamtlicher Landrat des Landkreises Aachen.

## Leben
Wilhelm Kohlen wuchs im Gressenicher Gemeindeteil Mausbach auf. Von 1910 bis 1914 machte er eine Ausbildung zum Druckereifacharbeiter. Anschließend kämpfte er als Soldat im Ersten Weltkrieg von 1914 bis 1918. In den Jahren 1919 bis 1929 arbeitete er dann als Metallfacharbeiter, geriet aber während der Wirtschaftskrise bis 1931 in die Arbeitslosigkeit, aus der er sich durch Gründung eines Handelsunternehmens zu befreien suchte. Zur Zeit der Machtübernahme durch die Nationalsozialisten 1933 war Wilhelm Kohlen Stadtverordneter der SPD im Rat der benachbarten Stadt Stolberg und Mitglied des Kreistages des Landkreises Aachen. Gleichzeitig führte er die lokale Gruppe des Reichsbanners Schwarz-Rot-Gold. Wegen dieser Tätigkeiten wurde er in Untersuchungshaft genommen.
Nach Entlassung aus der Untersuchungshaft konnte er bis 1939 sein Handelsunternehmen unter Beobachtung weiterführen. Während der Kriegsjahre betrieb er dann von 1939 bis 1944 ein Transportunternehmen.1944 wurde er dann erneut verhaftet und in das Konzentrationslager Sachsenhausen überführt, wo er 1945 die Befreiung durch amerikanische Soldaten erlebte. 1948 nahm er den Betrieb des Transportunternehmens wieder auf, bis er 1954 aus gesundheitlichen Gründen in den Ruhestand ging.

### Politische Ämter
Von 1945 bis 1948 war Wilhelm Kohlen Bürgermeister und später Gemeindedirektor der Gemeinde Gressenich. Politisch wurde der Regierungsbezirk Aachen am 20. Mai 1945 der britischen Besatzungszone zugeteilt. Wilhelm Kohlen wurde am 1. August 1945 zunächst Bürgermeister der Gemeinde. Nach der Enthebung aller Bürgermeister und Amtsträger ihrer Ämter, am 13. September 1946, um eine Verwaltungsneuordnung einzuführen fungierte er als Gemeindedirektor. 
Dem Kreistag des damaligen Landkreises Aachen gehörte er vom 9. Dezember 1949 bis zum 27. Oktober 1956 an. Während dieser Zeit bekleidete er vom 9. Dezember 1949 bis zum 27. November 1952 das Amt des ehrenamtlichen Landrats des Landkreises Aachen. Seine Arbeitsschwerpunkte lagen im Finanzausschuss und im Wohnungsbau. 
Familie
Wilhelm Kohlen war verheiratet und hatte ein Kind.